# میتزی کرمر
میتزی کرمر (به انگلیسی: Mitzi Kremer) (زادهٔ ۱۸ مارس ۱۹۶۸) شناگر اهل ایالات متحده آمریکا است.